# Island of Lost Souls
Island of Lost Souls är en skräckfilm från 1932 och den första filmatiseringen av H.G. Wells roman Doktor Moreaus Ö. I filmen medverkar bland annat Charles Laughton, Richard Arlen, Bela Lugosi, Leila Hyams och Kathleen Burke. Filmen ansågs vara onaturlig och grotesk när den kom vilket gjorde att den blev förbjuden i vissa länder, bland annat i Sverige. Den blev också förbjuden i Storbritannien; förbudet hävdes 1958. H.G. Wells tyckte själv att filmen var dålig, eftersom filmens skräcktema överskuggade hans romans etiska frågor om djurplågeri och vivisektion.